# Marek Leśniewski
Marek Leśniewski (Bydgoszcz, 24 de març de 1963) va ser un ciclista polonès, que fou professional entre 1994 i 1997.
Com a amateur va guanyar la medalla de plata en la prova de Contrarellotge per equips als Jocs Olímpics de 1988. L'any següent repetí medalla en la mateixa prova al Campionat del món.

## Palmarès
- 1983
  - 1r a la Dookoła Mazowsza
- 1984
  - Vencedor d'una etapa a la Milk Race
  - Vencedor de 2 etapes a la Volta a Polònia
- 1985
  - 1r a la Volta a Polònia i vencedor de 2 etapes
- 1986
  - Vencedor d'una etapa a la Milk Race
- 1988
  -  Medalla de plata als Jocs Olímpics de Seül a la prova de Contrarellotge per equips, amb Andrzej Sypytkowski, Zenon Jaskuła i Joachim Halupczok
  - Vencedor d'una etapa a l'Olympia's Tour
- 1991
  -  Campió de Polònia en ruta
  -  Campionat de Polònia en contrarellotge
- 1993
  -  Campió de Polònia en ruta
  - 1r a la París-Roubaix amateur
  - Vencedor d'una etapa a la Volta a Polònia
- 1995
  - Vencedor d'una etapa al Tour de Poitou-Charentes
- 2000
  - 1r al Gran Premi de Montamisé
- 2001
  - 1r al Gran Premi de Dourges
  - 1r als Tres dies de Cherbourg i vencedor d'una etapa

### Resultats al Tour de França
- 1996. Fora de control (14a etapa)